# Kim Yoo-jin (Fußballspieler)
Kim Yoo-jin (kor. 김유진; * 19. Juni 1983 in Busan) ist ein ehemaliger südkoreanischer Fußballspieler.

## Karriere
Kim Yoo-jin erlernte das Fußballspielen in den Schulmannschaften der Yeongnam Middle School und der Busan Information High School. Seinen ersten Vertrag unterschrieb er 2002 bei den Suwon Samsung Bluewings. Der Verein aus Suwon spielte in der ersten Liga des Landes, der K League. 2002 gewann er mit Suwon den Korean FA Cup. Von 2003 bis 2004 spielte er beim Police FC. Zu den Spielern des Vereins zählen südkoreanische Profifußballer, die ihren zweijährigen Militärdienst ableisten. 2005 wechselte er zu Busan IPark. Der Verein aus Busan spielte ebenfalls in der ersten Liga. 2006 ging er nach Japan. Hier schloss er sich Sagan Tosu an. Der Verein aus Tosu spielte in der zweiten japanischen Liga, der J2 League. Von 2007 bis 2009 spielte er wieder in seiner Heimat bei seinem ehemaligen Klub Busan IPark. Der Yokohama FC, ein Zweitligist aus dem japanischen Yokohama, verpflichtete ihn die Saison 2010. 2011 zog es ihn nach China. Hier unterschrieb er einen Vertrag beim Liaoning FC. Mit dem Klub aus Panjin spielte er in der ersten chinesischen Liga, der Chinese Super League. 53-mal stand er bis 2012 für Liaoning auf dem Spielfeld. Der thailändische Erstligist Muangthong United aus Pak Kret, einem Vorort der Hauptstadt Bangkok, nahm ihn 2013 unter Vertrag. Mit Muangthong wurde er am Ende der Saison Vizemeister. Für Muangthong bestritt er 24 Erstligaspiele. Nach einer Saison wechselte er zum Ligakonkurrenten Bangkok United. 2014 stand der 27-mal für Bangkok United in der ersten Liga auf dem Spielfeld. Sein ehemaliger Verein, der chinesische Klub Liaoning FC, nahm ihn 2015 wieder für ein Jahr unter Vertrag. Nach 23 Spielen wurde sein Vertrag nicht verlängert. 2016 war er vertrags- und vereinslos. Anfang 2017 beendete er seine Laufbahn als aktiver Fußballspieler.

## Erfolge
Suwon Samsung Bluewings
- Korean FA Cup: 2002

Muangthong United
- Thai Premier League: 2013 (Vizemeister)